# Фикшинци
Фикшинци (словен. Fikšinci, мађ. Kismáriahavas) су насељено место у општини Рогашовци, Помурска регија, Словенија.

## Историја
До територијалне реорганизације у Словенији били су у саставу старе општине Мурска Собота.

## Становништво
У попису становништва из 2011. године, Фикшинци су имали 173 становника.
| Број становника према пописима | Број становника према пописима | Број становника према пописима |
| ------------------------------ | ------------------------------ | ------------------------------ |
| 1991                           | 2002                           | 2011                           |
| 200                            | 184                            | 173                            |

## Галерија
- поглед на Фикшинце са југозапада
- јесен у Прекмурју